# ۲۶ دی
۲۶ دی سیصد و دومین روز سال در گاه‌شماری خورشیدی است. به پایان سال ۶۳ روز (۶۴ روز در سال کبیسه) باقی‌است.

## رویدادها
- ۱۳۴۱ ـ مأموریت نیروی هوایی شاهنشاهی ایران برای حفظ صلح در کنگو[۱]
- ۱۳۵۷ - خروج محمدرضا پهلوی از ایران در پی بالاگرفتن تظاهرات مردمی[۲]
- ۱۳۵۷ - زمین‌لرزه ۱۳۵۷ قائن
- ۱۳۹۷ - رقابت ۲۶ دی ۱۳۹۷ تیم ملی فوتبال ایران با تیم ملی فوتبال عراق در جام ملت‌های آسیا ۲۰۱۹
- ۱۴۰۱ - تظاهرات ایرانیان در استراسبورگ[۳]
- ۱۴۰۲ - حمله ایران به پاکستان

## زادروزها
- ۱۳۱۸ - هما دارابی، روان‌پزشک
- ۱۳۳۳ - محمدحسن ملک‌مدنی، سیاستمدار
- ۱۳۳۶ - عماد افروغ، نویسنده، سیاستمدار و جامعه‌شناس
- ۱۳۴۰ - افسانه بایگان، بازیگر
- ۱۳۴۷ - جواد افشار، کارگردان
- ۱۳۶۷ - مسعود ابراهیم‌زاده، بازیکن فوتبال
- ۱۳۷۷ - شاهین لرپری زنگنه، شطرنج‌باز

## درگذشت‌ها
- ۱۳۳۹ - مهوش، خواننده
- ۱۳۶۰ - علی دشتی، نویسنده و دیپلمات
- ۱۳۶۵ - علی‌اکبر محمدی، خلبان و بازیکن فوتبال
- ۱۳۷۶ - محمود حلبی، بنیان‌گذار انجمن حجتیه
- ۱۳۸۵ - اردشیر حسین‌پور، از دانشمندان برنامه هسته‌ای ایران
- ۱۳۹۵ - رکن‌الدین خسروی، نویسنده
- ۱۳۹۶ - محمد کوثر، کارگردان
- ۱۳۹۷ - حسین محب‌اهری، بازیگر